# 小叶桦
小叶桦（学名：Betula microphylla）是桦木科桦木属的植物。分布在蒙古、俄罗斯以及中国大陆的新疆等地，生长于海拔1,200米至1,600米的地区，常生长在岸边和山沟间的杂木林中，目前尚未由人工引种栽培。
其种加词microphylla，意为“小叶的”。